# غار باستانی دربند B
غار باستانی دربند ب مربوط به دوره پارینه سنگی قدیم و عصر آهن است و در شهرستان رودبار، روستای رشی واقع شده است. این اثر در تاریخ ۲۲ مرداد ۱۳۸۴ با شمارهٔ ثبت ۱۳۲۱۹ به‌عنوان یکی از آثار ملی ایران به ثبت رسیده است.